# Microsorum chinense
Microsorum chinense là một loài thực vật có mạch trong họ Polypodiaceae. Loài này được (Mett. ex Kuhn) Fraser-Jenk. mô tả khoa học đầu tiên năm 2008.